# Gyles Brandreth
Gyles Daubeney Brandreth (8 maart 1948) is een Brits schrijver en voormalig politicus. Hij zetelde van 1992 tot 1997 in het Britse parlement voor de Conservative Party. Hij doet vaak mee aan radio- en televisieprogramma's, zoals The One Show, Countdown,Just a Minute en QI

## Biografie
Gyles Brandreth werd geboren in een militair hospitaal in Duitsland. Zijn vader, Charles Daubeney Brandreth (1910-1982), werkte destijds als jurist voor de Geallieerde Controleraad. Zijn moeder, Alice Mary Addison (1914-?), was een lerares. Brandreth groeide op in Londen en het gezin verhuisde naar Baker Street toen hij tien jaar oud was. Hij liet zich onderwijzen aan achtereenvolgens de Lycée Français de Londres, de Betteshanger School in Kent en Bedales in Hampshire. Hij studeerde van 1967 tot 1970 aan de Universiteit van Oxford.
Sinds 1968 werkte Brandreth op freelancebasis als journalist. Daarnaast schreef hij columns voor allerlei tijdschriften, waaronder Manchester Evening News en TVTimes.
Op de Britse televisie was Brandreth onder meer te zien in de programma's Chatterbox en Catchword. Hij presenteerde TV-AM van 1983 tot 1990.
Brandreth zetelde van 9 april 1992 tot 1 mei 1997 in het Britse parlement namens het kiesdistrict City of Chester.

### Nevenactiviteiten

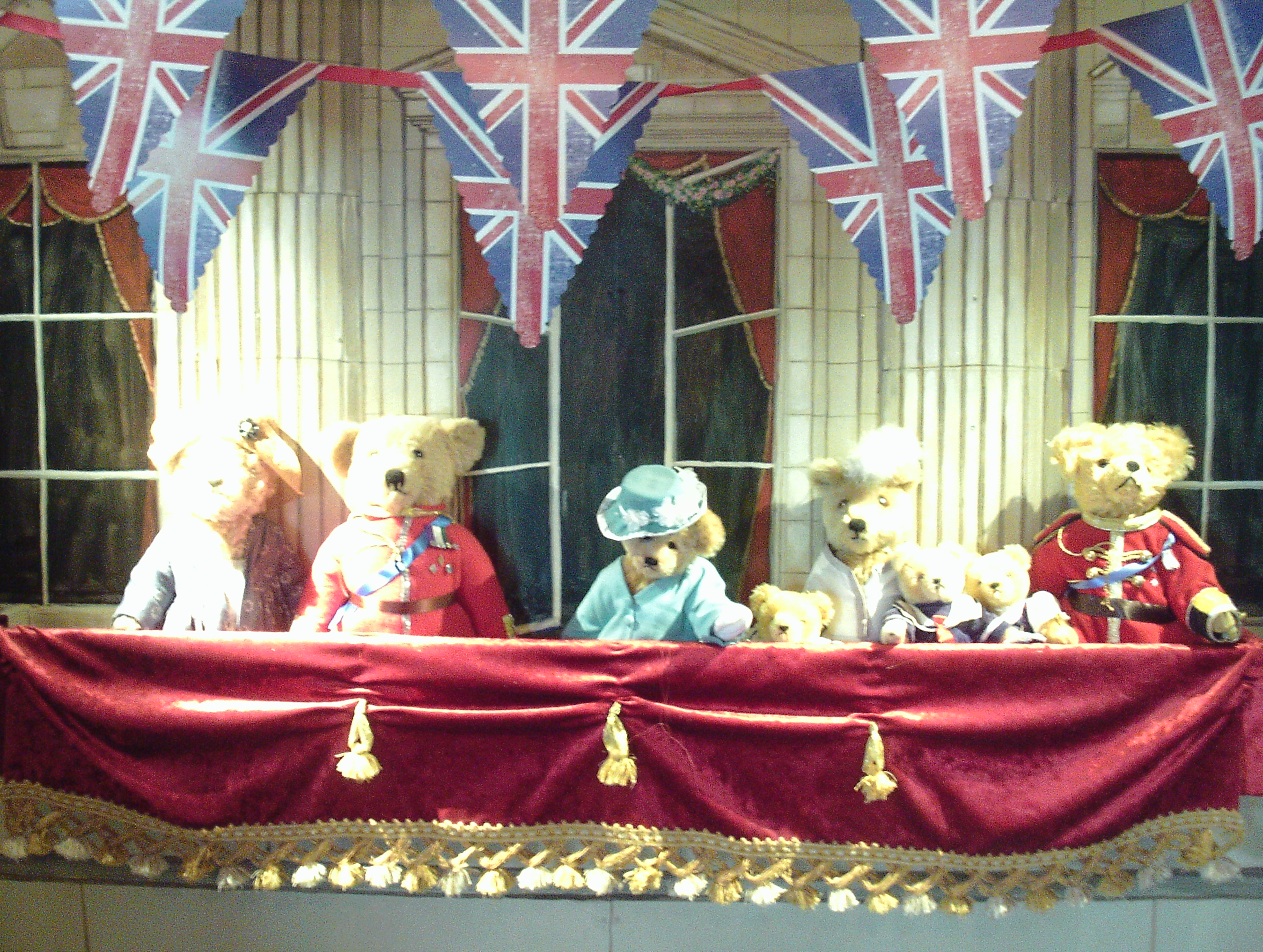
Tafereel uit Brandreths teddyberenmuseum

- Hij is een groot liefhebber van spelletjes. In 1971 organiseerde hij de eerste nationale Scrabble-kampioenschappen in het Verenigd Koninkrijk.[7] In de jaren zeventig werd hij Europees kampioen Monopoly en haalde hij brons op het wereldkampioenschap. Zijn ouders leerden elkaar kennen toen zij in de jaren dertig een potje Monopoly speelden.[8] In de jaren negentig was Brandreth redacteur voor het puzzeltijdschrift Puzzle World.[9]
- In 1974 produceerde hij het toneelstuk The Trials of Oscar Wilde op het Oxford Theatre Festival.[3] In 2011 speelde hij de rol van Lady Bracknell in het door Oscar Wilde geschreven toneelstuk The Importance of Being Earnest.[10]
- Brandreth werkt ook als spreker. Hij brak driemaal het wereldrecord voor de langste after-dinner speech:
  - 4 uur en 19 minuten.
  - 11 uur.
  - 12,5 uur.[1]
- In 1988 opende Brandreth in Stratford-upon-Avon het Teddy Bear Museum, waarvan de collectie tegenwoordig is gevestigd in een paviljoen op het landgoed van Newby Hall in Skelton-on-Ure.[11]

### Persoonlijk leven
In 1973 trouwde Brandreth met de schrijfster Michèle Brown. Een van de getuigen bij dit huwelijk was wijlen acteur Simon Cadell. Brandreth en Brown hebben een zoon en twee dochters.